# Петров, Сергей Викторович (медик)
Серге́й Ви́кторович Петро́в (род. 28 ноября 1960, Ленинград) — российский медик, хирург, профессор, доктор медицинских наук.

## Образование и учёные степени
1-й Ленинградский медицинский институт им. акад. И. П. Павлова, 01.09.1977 — 31.08.1983. Специальность «лечебное дело».
1-й Ленинградский медицинский институт им. акад. И. П. Павлова, кафедра общей хирургии. Клиническая ординатура по хирургии, 01.09.1983 — 31.08.1985. Специальность «хирургия».
1-й Ленинградский медицинский институт им. акад. И. П. Павлова, 1989, кандидат медицинских наук. Диссертация на тему «Морфо-функциональное состояние лимфатических сосудов в диагностике и хирургическом лечении лимфедемы нижних конечностей» по специальности «хирургия».
Санкт-Петербургский государственный медицинский университет им. акад. И. П. Павлова, 1995, доктор медицинских наук. Диссертация на тему «Эндолимфатическая терапия с коррекцией лимфотока в лечении различных хирургических заболеваний» по специальности «хирургия»
Санкт-Петербургский государственный университет, 1998, профессор по кафедре хирургии.
Международная академия наук высшей школы (МАНВШ), 1999, член-корреспондент.
Комитет по здравоохранению Администрации Санкт-Петербурга, 2001, хирург высшей квалификационной категории.
Международная академия наук экологии и безопасности жизнедеятельности, 2008, академик.

## Трудовая деятельность
Врач-хирург клиники общей хирургии 1-го ЛМИ им. акад. И. П. Павлова, 01.09.1985 — 10.11.1987.
Ассистент кафедры общей хирургии 1-го СПбГМУ (ЛМИ) им. акад. И. П. Павлова, 11.11.1987 — 30.06.1996.
Профессор, заведующий кафедрой хирургии медицинского факультета Санкт-Петербургского государственного университета, 01.07.1996 — 31.10.2010.
Декан медицинского факультета Санкт-Петербургского государственного университета, 14.01.2002 — 27.04.2009. 
Главный врач АНО «Поликлиника СПбГУ», 01.10.2003 — 24.02.2009.
Руководитель Медицинского центра Санкт-Петербургского государственного университета, 19.03.2003 — по 11.01.2010. 
Руководитель центра реконструктивной и эндоскопической хирургии в Городской больнице № 20, 18.11.2010 — 05.2012.
Главный врач Спб ГБУЗ «Городская больница № 14» 05.2012 — 07.2015.
Главный врач СПб ГБУЗ «Елизаветинская больница» 07.2015 — по настоящее время.

## Награды
- 1999 — Почетная грамота Министерства образования РФ.
- 2000 — Лауреат Премии «За педагогическое мастерство», СПбГУ.
- 2003 — Медаль «За заслуги перед отечественным здравоохранением».
- 2005 — Медаль ордена «За заслуги перед Отечеством» II степени[1].
- 2007 — Лауреат Премии Правительства РФ «За создание Медицинского центра СПбГУ».
- 2007 — Орден Николая Пирогова, Европейская академия естественных наук.
- 2008 — Медаль Роберта Коха, Европейская академия естественных наук.

## Научные работы
Автор более 190 научных публикаций.
Основные монографии:
- Общая хирургия. Учебник для медицинских вузов — 5 переизданий, 1999—2010 гг., издательства «Лань», «Питер», Санкт-Петербург, «Геотар-Медицина» Москва.
- Хирургическая лимфология (в соавт.), 2000, Санкт-Петербург.
- Введение в клиническую медицину (в соавт.), 2001, Санкт-Петербург.

## Семья
Вторым браком женат на М. А. Шишкиной